# 100007 Peters
100007 Peters è un asteroide della fascia principale. Scoperto nel 1988, presenta un'orbita caratterizzata da un semiasse maggiore pari a 3,1564632 UA e da un'eccentricità di 0,0049090, inclinata di 21,38623° rispetto all'eclittica.
L'asteroide è dedicato all'astronomo tedesco Christian Heinrich Friedrich Peters.